# گردان‌های عبدالقادر حسینی
گردان‌های عبدالقادر حسینی (عربی: کتائب الشهید عبد القادر الحسینی‎) که به نام عبدالقادر الحسینی نامگذاری شده بود، شاخه نظامی فتح در نوار غزه بود. این گروه با گردان‌های قدس و گردان‌های ناصر صلاح‌الدین رابطه دارد.

## تاریخچه
پس از آنکه حماس در سال ۲۰۰۷ فعالیت‌های فتح در نوار غزه را غیرقانونی اعلام کرد، بنیانگذاران مشترک گردان‌های شهدای الاقصی در سال ۲۰۱۲ گردان‌های عبدالقادر الحسینی را تأسیس کردند. حماس بدون اجازه صریح به این سازمان، به آن اجازه فعالیت داد.
در جنگ‌های ۲۰۱۲ و ۲۰۱۴ شرکت داشت.  آنها در اعتراضات مرزی غزه در سال‌های ۲۰۱۸–۲۰۱۹ و بحران اسرائیل و فلسطین در سال ۲۰۲۱ شرکت داشتند. آنها در کریدور نتزاریم و رفح با نیروهای دفاعی اسرائیل جنگیدند. آنها در سال ۲۰۲۲ به اسرائیل موشک شلیک کردند.